# Incêndios florestais no Chile em 2023
A temporada de incêndios florestais no Chile em 2023 é uma série de incêndios florestais no país sul-americano, Chile. No início de fevereiro, um grande surto de incêndio florestal com pelo menos 231 incêndios individuais, várias dezenas deles 'incêndios de alerta vermelho', queimou aproximadamente 30 974 700 acres (12 535 000 hectares) deixando ao menos 24 vítimas fatais, levando o governo local a declarar estado de emergência em diversas regiões no país. Na história moderna do Chile, este é o pior ano em termos de hectares queimados, superando os Incêndios florestais no Chile em 2017.

## Antecedentes e causas

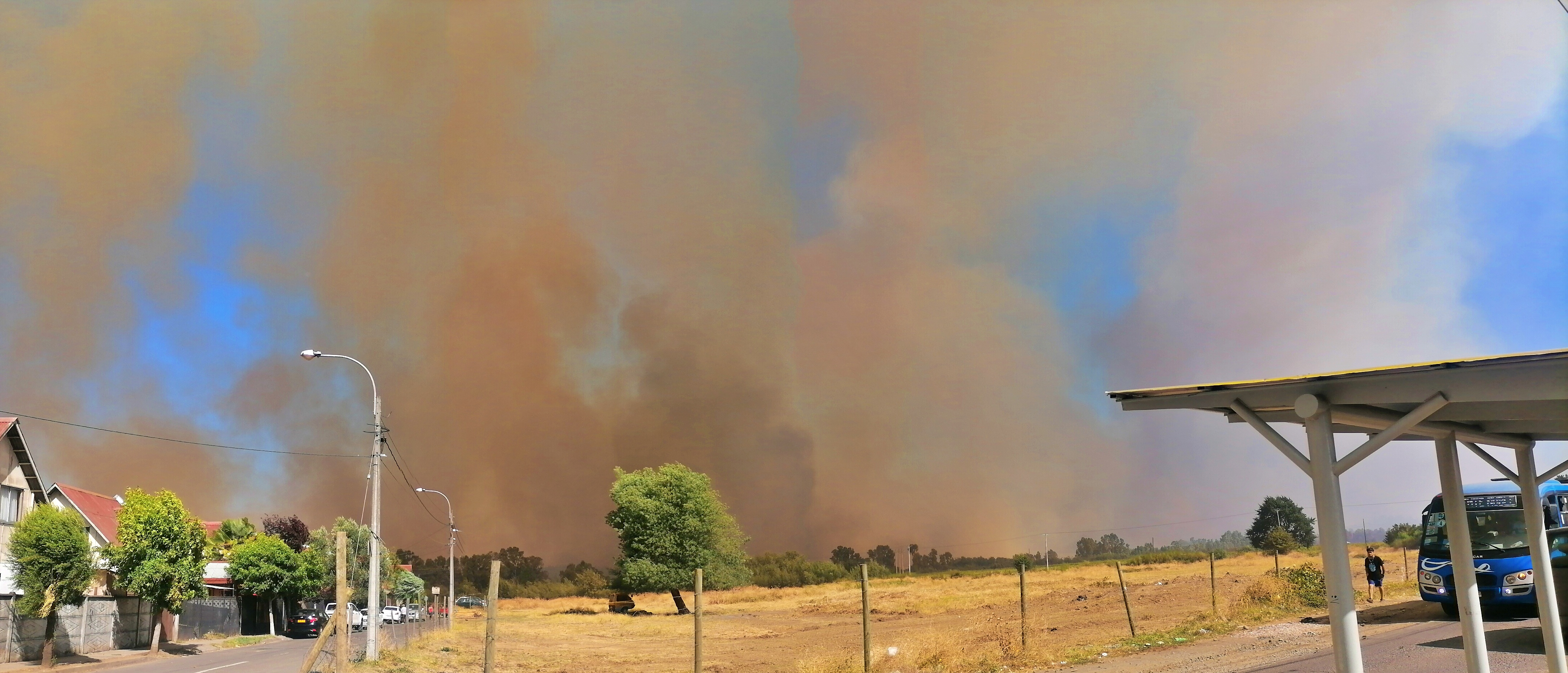
Visão geral do incêndio florestal em Boyén desde a interseção da rua Zafiro com Camino Nuevo, em Villa Quilmo e Villa Río Chillán, na cidade de Chillán

O Chile sofre com uma megaseca desde 2010 – a pior em mil anos. Estas condições de seca agravam os incêndios de verão porque a vegetação se torna mais inflamável.
Desde 30 de janeiro de 2023, a região de Ñuble mantém um alerta preventivo devido à ameaça de incêndios florestais devido às altas temperaturas. Os incêndios coincidiram com uma onda de calor sem precedentes no sul do país, com temperaturas aproximando-se a 40 graus Celsius nas áreas do sul.
René Garreaud, da Universidade do Chile, afirmou que as temperaturas extremamente altas são causadas por ventos Puelche quentes e recorrentes que sopram do leste, sobrepostos a um clima mais quente. O subsecretário do Interior, Manuel Monsalve, confirmou que 17 pessoas foram presas por possivelmente iniciar incêndios por atividades como soldagem ou queima de madeira.
Embora os incêndios florestais possam ter sido causados diretamente por elementos humanos, as condições de seca subjacentes que contribuíram para a gravidade dos incêndios florestais foram atribuídas a uma combinação de agravamento das condições de mudança climática e o padrão climático do Pacífico conhecido como La Niña. Embora a América do Sul tenha uma longa história de seca, o Chile está entre os mais vulneráveis aos impactos de eventos climáticos extremos, tais como: mudanças nas temperaturas e chuvas sazonais, incêndios florestais e aumento do nível do mar (inundações).

## Impactos

### Vítimas
O governo chileno registrou pelo menos 26 mortes no surto de incêndios florestais em fevereiro, sendo pelo menos 11 delas na cidade de Santa Juana, em Biobío. Duas das outras mortes ocorreram quando um helicóptero dos serviços de emergência caiu em 3 de fevereiro, matando seu piloto e um mecânico, e uma terceira ocorreu quando um bombeiro foi atropelado por um caminhão enquanto trabalhava em um incidente.

### Política
Em fevereiro, o Ministério do Interior do Chile declarou estado de emergência em três regiões (divisões administrativas de primeiro nível): La Araucanía, Biobío e Ñuble. O presidente chileno, Gabriel Boric, solicitou ajuda de seus países vizinhos: Brasil, Argentina e Uruguai.

## Dano
Pelo menos 800 casas foram destruídas pelos incêndios, segundo o governo chileno. Quase 300 000 hectares já queimaram nas regiões de Maule, Ñuble, Biobío e Auracanía. De acordo com o relatório da ministra da Saúde, Ximena Aguilera, a qualidade do ar nas áreas afetadas piorou significativamente devido à fumaça dos incêndios. Em 7 de fevereiro de 2023, a fumaça dos incêndios pairava sobre a capital, Santiago. A grande empresa chilena de celulose e papel CMPC confirmou que mais de 10 000 hectares de suas plantações foram afetadas pelos incêndios, algumas das operações de suas plantas de processamento foram interrompidas.

## Combate aos incêndios
5 600 bombeiros e voluntários estão lutando contra incêndios em várias regiões, um avião-tanque DC-10 dos Estados Unidos chegou ao país para se juntar aos bombeiros. A embarcação é capaz de despejar 36 000 litros de água. No Chile, bombeiros profissionais pagos, conhecidos como  "brigadistas", concentram-se nos incêndios florestais, enquanto os demais são voluntários, inclusive os que combatem incêndios urbanos.

|              | Lula | Logo do Twitter, um pássaro azul estilizado |
| @LulaOficial |      |                                             |

            Conversei agora com o presidente @GabrielBoric sobre o envio de ajuda de equipes brasileiras e avião da FAB especializados para ajudar no combate aos incêndios florestais que estão ameaçando cidades inteiras no Chile.
🇧🇷🤝🇨🇱

8 de Fevereiro de 2023

Muitos países em todo o mundo estão ajudando o Chile a combater os incêndios florestais.
- Argentina: Enviou 40 brigadistas, 15 caminhões e um helicóptero.
- Brasil: Enviou uma aeronave da Força Aérea Brasileira (FAB) equipada para combater os incêndios, em paralelo a aeronaves-cisternas, veículos, equipamentos e materiais,[21] o total estimado da ajuda é avaliado em R$ 3,5 milhões de reais.[2]
- Colômbia: enviou um avião e um contingente para apagar os incêndios florestais.
- Equador: Apoio logístico através de brigadistas.
- Espanha: O Governo da Espanha enviou um avião A330 e 50 brigadistas.
- Estados Unidos: Apoio financeiro de 50 mil dólares.
- México: Dois aviões militares com cerca de 300 voluntários
- Peru: Vários helicópteros para combater incêndios.

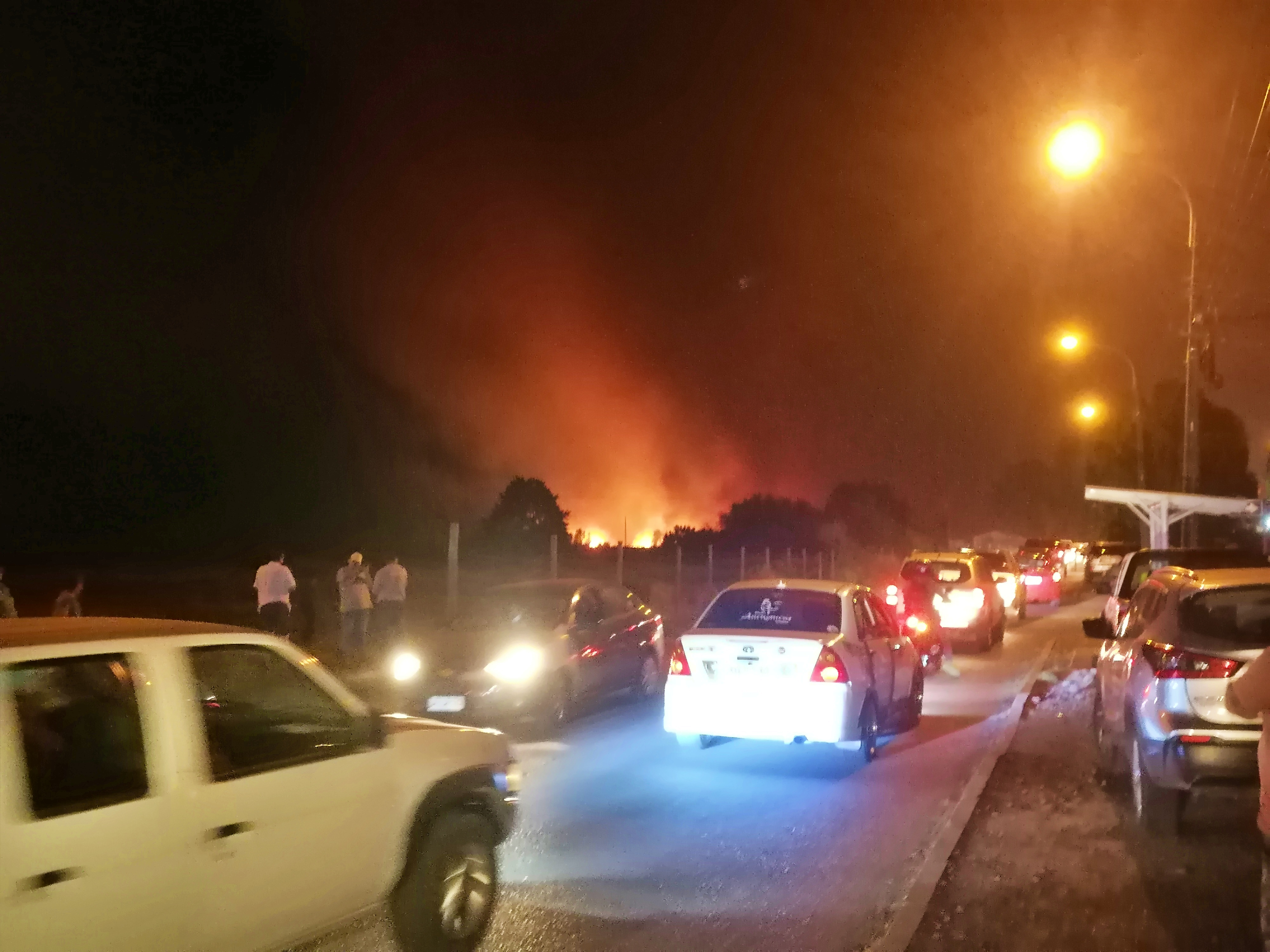
Trânsito congestionado pelo incêndio florestal em Villa Jerusalém, na rua Camino Nuevo

- Venezuela: Enviou 60 brigadistas.

## Reações do governo
- O presidente Gabriel Borić declarou emergência nacional, dirigindo-se à nação: "A proteção das famílias é nossa prioridade. Estamos trabalhando em coordenação com as autoridades locais e nacionais para combater os incêndios florestais que afetam as regiões de Maule, Ñuble, Biobío e La Araucanía."[22]

- A ministra do Interior, Carolina Tohá, anunciou que o governo havia declarado uma catástrofe na região de Biobío, juntando-se à vizinha região de Ñuble, que o presidente Gabriel Boric anunciou na noite de quinta-feira, permitindo o envio de soldados e recursos adicionais.[23]
- A porta-voz do governo, Camila Vallejo, pediu ao mundo privado que continue colaborando na situação catastrófica resultante dos incêndios que estão ocorrendo nas regiões de Ñuble, Bío Bío e La Araucanía.[24]